# 卡揚埃爾環礁

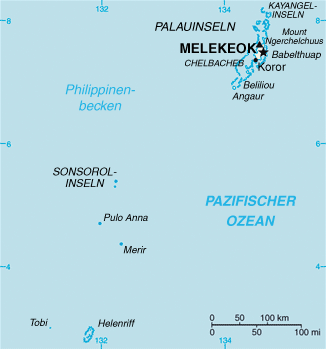

卡揚埃爾環礁（Kayangel）是帛琉的環礁，位於太平洋海域，由4座島嶼組成，長3.7公里、寬2公里，土地面積1.39平方公里，潟湖面積5.9平方公里，平均水深6米，2002年人口僅138。